# Laura Chiossone
Laura Chiossone (Milano, 23 aprile 1974) è una regista italiana.

## Biografia
Nata a Milano, ha seguito una formazione composita, laureandosi in Filosofia teoretica con lode, studiando alla scuola del teatro arsenale e suonando in una pop band.
Inizia la carriera di regista nel 2003 dirigendo alcuni cortometraggi, tra cui Routine, una storia d'amore in scala di grigio con atmosfere alla Antonioni e Broadcast, con Paola Barale.
Successivamente realizza diversi videoclip per artisti musicali, tra cui Morgan, Marracash, Marlene Kuntz, Otto Ohm, lavorando anche come regista pubblicitaria con diverse agenzie creative italiane (Leagas Delaney, Saatchi&Saatchi, Armando Testa, Grey).
Prosegue l'esplorazione dei diversi formati video con il documentario ¿Necesitas algo nena?, realizzato col patrocinio di Amnesty International, dove narra la vicenda di Ángela María Aieta, emigrata calabrese divenuta una dei desaparecidos durante la dittatura in Argentina.
Nel giugno 2013 esce nelle sale cinematografiche il suo primo lungometraggio Tra cinque minuti in scena(realizzato nel 2012), un film, con protagonista l'attrice Gianna Coletti, che mixa diversi linguaggi, cinema, teatro e documentario per raccontare «la vita di una madre anziana e della figlia e il loro amore che è dipendenza e dolore, ma anche gioia e umorismo, [e che] si legano a doppio nodo al teatro, con le sue difficoltà e le sue passioni».
Il 29 agosto 2019 esce al cinema Genitori quasi perfetti, una commedia che mette in scena con leggerezza l'inferno delle feste di compleanno dei figli: le compulsive chat genitoriali sull'evento, i lunghi preparativi, la selezione degli animatori, le torte di solidarietà, i costumi dei bambini, gli inevitabili imprevisti e, soprattutto, la dialettica genitoriale durante queste feste che si scatena tra gelosie, vanità e competizione.

## Filmografia

### Cinema

#### Cortometraggi
- 400ft (2001)
- Routine (2002)
- La piattaforma (2004)
- Il dolore degli altri (2005)
- Broadcast (2006)
- Spighe (2009)

#### Documentari
- Necesitas algo Nena (2010)
- Una badante in famiglia (2011)

#### Lungometraggi
- Tra cinque minuti in scena (2012)
- Genitori quasi perfetti (2019)

### Televisione
- Buongiorno, mamma! - seconda stagione - serie TV, 6 episodi (2023)

### Videoclip
- Wet in Mars (2003), di Hauselite
- Gli occhi al cielo[12] (2003), di Pacifico
- Canzone per Natale (2003), di Morgan
- La gioia del risveglio (2003), di Roberto Angelini
- Non m'annoio (2004), di Alfredo Rey e la sua Orchestra
- Hit My Heart (2004), dei Benassi Bros.
- Dorezohem (2004), di Rovena Dilo
- Poeti (2005), dei Marlene Kuntz
- Domani (2005), degli Otto Ohm
- Dentro alla scatola (2006), di Mondo Marcio
- Irraggiungibile[13] (2006), di L'Aura
- Nessuna via d'uscita, di Mondo Marcio
- Domani[13] (2006), di L'Aura
- Nevica (2006), di Max De Angelis
- Sulla mia pelle (2006), dei Dottor Livingstone
- Musa (2007), dei Marlene Kuntz
- È tutto qui (2007), di Ania Cecilia
- Aspetto una domanda (2008), di Niccolò Agliardi
- Un attimo (2008), di Romina Falconi
- Badabum Cha Cha (2008), di Marracash
- Madre Terra (2008), dei Tazenda feat. Francesco Renga
- Work Hard (2009), di Senhit
- Ushuaia, di Tom Clark

#### Televisione
- Buongiorno, mamma! 2
- Moda - Una rivoluzione italiana

## Riconoscimenti
- Art Cinema Award Annecy Italian Film Festival 2012[14]
- Premio Rivelazioni del pubblico Cineteca Milano[15]
- Premio FIce Miglior Film Indipendente 2013[16]